# Người hiện đại sơ khai

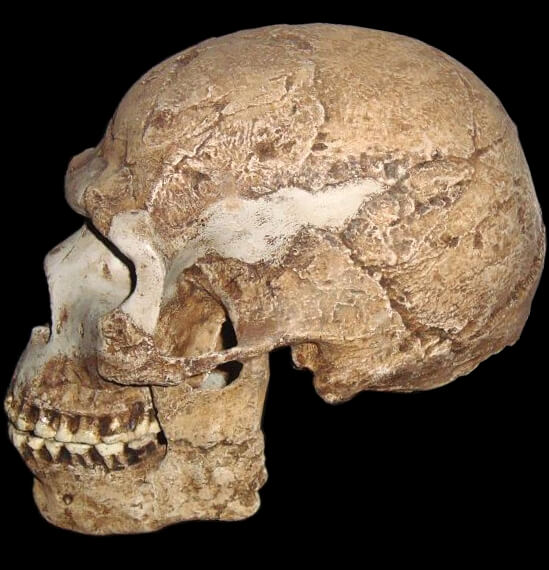
Mẫu vật Skhul V có niên đại 100-80 ngàn năm trước, được phát hiện ở Israel

Thuật ngữ người hiện đại sơ khai (tiếng Anh: early modern human; viết tắt là EMH), người hiện đại về mặt giải phẫu (tiếng Anh: anatomically modern human; viết tắt là AMH)  hoặc Homo sapiens hiện đại về mặt giải phẫu trong cổ nhân loại học (paleoanthropology) đề cập đến các thành viên của loài Homo sapiens với các biểu hiện phù hợp với kiểu hình ở con người hiện đại.
Người hiện đại về mặt giải phẫu tiến hóa từ Homo sapiens cổ xưa ở Trung kỳ đồ đá cũ, khoảng 200 Ka BP (Kilo annum before present, ngàn năm trước) . Sự xuất hiện của con người hiện đại về giải phẫu đánh dấu buổi bình minh của loài H. sapiens sapiens, tức là phân loài của Homo sapiens bao gồm tất cả con người hiện đại.
Các hóa thạch lâu đời nhất của con người hiện đại về giải phẫu có ở di chỉ Omo ở Ethiopia, bao gồm các phần của hai hộp sọ, cũng như cánh tay, chân, bàn chân và xương chậu, được định tuổi bằng đồng vị argon là 195 ±5 Ka BP.
Các hóa thạch khác được đề nghị bao gồm
Homo sapiens idaltu có ở di chỉ Herto ở Ethiopia được định tuổi gần 160 Ka, và ở di chỉ Skhul ở Israel là 90 Ka tuổi. Di cốt lâu đời nhất chiết xuất được toàn bộ hệ gen là thuộc về một người đàn ông sống khoảng 45 Ka BP ở Tây Siberia.

## Tên và phân loại
Danh pháp hai phần Homo sapiens được Carl Linnaeus đặt ra năm 1758. Danh từ Latin homō (thuộc cách hominis) có nghĩa là "người đàn ông, con người".
H. sapiens bao gồm Homo sapiens idaltu, một phân loài cổ của H. sapiens. Quần thể người còn sinh tồn đã được chia thành các phân loài về phương diện lịch sử, nhưng kể từ thập niên 1980 mọi nhóm còn tồn tại có xu hướng được xếp trong một phân loài duy nhất, H. sapiens sapiens. Lịch sử về các phân loài được tuyên bố hay đề xuất của H. sapiens là phức tạp và đầy mâu thuẫn. Phân loài duy nhất được công nhận rộng khắp là H. sapiens idaltu (1993). Tên gọi H. s. sapiens là do Carl Linnaeus đặt năm 1758, theo định nghĩa để nói tới phân loài mà chính bản thân Linnaeus là mẫu vật điển hình. Tuy nhiên, Linnaeus cũng công nhận 4 phân loài còn sinh tồn khác là H. s. afer, H. s. americanus,  H. s. asiaticus và H. s. ferus để chỉ người châu Phi, người châu Mỹ, người châu Á và chủng Mã Lai. Phân loại này vẫn được sử dụng phổ biến tới giữa thế kỷ 20, đôi khi được thêm cả H. s. tasmanianus để chỉ thổ dân Australia.
Một số nguồn cho thấy người Neanderthal (Homo neanderthalensis) là một phân loài (Homo sapiens neanderthalensis). Tương tự như vậy, các mẫu vật phát hiện được của Homo rhodesiensis đã được một vài tác giả phân loại thành một phân loài (Homo sapiens rhodesiensis), mặc dù vẫn phổ biến khi coi hai loài đề cập trên đây là những loài riêng biệt trong chi Homo hơn là các phân loài trong H. sapiens.

## Nguồn gốc

Biểu đồ sự xuất hiện của H. sapiens từ Homo trước đó. Trục ngang đại diện cho vị trí địa lý; trục dọc đại diện cho thời gian hàng triệu năm trước. Khu vực màu xanh dương biểu thị sự hiện diện của một loài nhất định trong thời gian và địa điểm đó. Loài người hiện đại thời kỳ đầu di chuyển từ châu Phi qua những khu vực khác nhau trên thế giới và giao phối lai ghép với các con cháu của Homo heidelbergensis, cụ thể là người Neanderthal, Denisova, và các dạng người châu Phi cổ xưa không rõ (trên cùng bên phải).